# Ядвіга Емілевич
Ядвіга Емілевич (пол. Jadwiga Katarzyna Emilewicz; дошлюбне пол. Szyler, нар. 27 серпня 1974, Краков) — польська політична діячка і політолог, державний секретар Міністерства фондів розвитку та регіональної політики Польщі, урядова уповноважена з питань польсько-українського співробітництва в галузі розвитку (з травня 2023).

## Біографія
Закінчила Інститут політичних наук Ягеллонського університету. Захистила докторську дисертацію на факультеті міжнародних і політичних досліджень.
З 1999 до 2002 року працювала в Департаменті закордонних справ Канцелярії Прем'єр-міністра Польщі. З 2015 до 2018 була заступником державного секретаря Міністерства розвитку Польщі.
З 2018 до 2019 була Міністром підприємництва та технологій Польщі, у 2019—2020 була міністром у другому кабінеті прем'єр-міністра Польщі Матеуша Моравецького, з 15 листопада 2019 року була міністром розвитку Польщі, з 9 квітня до 6 жовтня 2020 року додатково обіймала посаду віце-прем'єр-міністра Польщі.
З 2019 року була депутатом Сейму та членом парламентського клубу «Право і справедливість».